# Scopoides xizangensis
Scopoides xizangensis är en spindelart som beskrevs av Hu 200. Scopoides xizangensis ingår i släktet Scopoides och familjen plattbuksspindlar. Inga underarter finns listade i Catalogue of Life.